# داوید خاخالیشویلی
داوید خاخالیشویلی (گرجی: დავით ხახალეიშვილი؛ زادهٔ ۲۸ فوریهٔ ۱۹۷۱) جودوکار اهل گرجستان است.
از افتخارات وی میتوان به کسب مدال طلا وزن ۹۵ کیلوگرم جودو در بازی‌های المپیک تابستانی ۱۹۹۲ اشاره کرد.